# 植松創
植松 創（うえまつ そう、1981年3月27日 - ）は、アーティスト。ベーシスト、オカルトユーチューバー、デザイナー、怪談師。
渋谷モヤイ像製作者である大後友市の孫。血液型はA型。

## 来歴
東京都新島村出身。東京都立板橋高等学校をへて日本体育大学卒業。
音楽ではバンド「BEE! BANG! BOO!（ビー バン ブー）」に所属しながら他歌手のサポート演奏もしている。
デザイナーとしては企業ロゴ、CDジャケットデザインや芸人のキャラクターイラストなども手掛けている。
祖父の大後友市はモヤイ像を作った人物であり、没後モヤイ像の後継者となり島のキャラクター「やーはーモヤイくん」を生み出した。
オカルト好きであり、2020年7月からオカルト系ユーチューバーとしてYoutubeチャンネル「MOYAI TUBE」を開設し、収益化を果たした。
Amazonプライムビデオにて冠番組「地獄先生うえまつそうのオカルト課外授業」が配信されている。
ファンの呼称はモヤイ像にちなんで「もやんちゅ」としている。

## 出演
- 実話怪談倶楽部（フジテレビONE）
- 初耳怪談（テレビ大阪）
- 口を揃えた怖い話（TBSテレビ）
- 怪談のシーハナ聞かせてよ。（エンタメ〜テレ）
- 奇跡体験!アンビリバボー（フジテレビ、2024年8月）
- 幻解!超常ファイル・スペシャル 最新超常映像2024（NHK BS、2024年12月29日）
- うえまつそうのいざないラジオ（ラジオフチューズ）